# Megacerus cubiculus
Megacerus cubiculus är en skalbaggsart som först beskrevs av Thomas Casey 1884.  Megacerus cubiculus ingår i släktet Megacerus och familjen bladbaggar. Inga underarter finns listade i Catalogue of Life.